# جارد باتلر
جارد باتلر (انگلیسی: Jared Butler؛ زادهٔ ۲۵ اوت ۲۰۰۰) بازیکن بسکتبال اهل ایالات متحده آمریکا است. او برای همایش ۱۲تای بزرگ بازی می‌کند.